# Manoir du Mail
Le manoir du Mail est situé sur la commune de Redon, dans le département d'Ille-et-Vilaine.

## Historique
Il est situé rue du Plessis et quai Duguay-Trouin, dans le quartier du port.
Anciennement appelé hôtel du Plessis, il fait partie des belles demeures qui marquèrent l'apogée du commerce local au XVIIe siècle.
Il est construit par François Menand 1648-1723, puis passe à la famille Chéreil de la Rivière en 1755, avant de revenir aux Menand, seigneurs du Brossay et aux Fourché, seigneurs de Quéhillac.
Cet hôtel remplaça au bas du port, près du Port-aux-Vins, deux maisons dont l'une devait à l'Abbaye une rente de 12  deniers de quise, et l'autre, qui était la plus rapprochée de la Vilaine, 12 sols monnaie à Noël.
Baptisé à Redon, le 9 août 1648, François Menand est le fils de Jean Menand et Julienne Pageaud. 
Conseiller, secrétaire du roi, maison et couronne de France, il fut anobli par sa charge, et, en 1707, il se qualifiait payeur des rentes de l'Hôtel de Ville de Paris, secrétaire du roi à la Grande Chancellerie de Paris, et commissaire des guerres.
Il mourut en son hôtel du Plessis le 23 décembre 1723. Il est enterré dans la Chapelle de la Congrégation de Redon dont il était fondateur.
En 1760, Paul Armand Fourché de Quéhillac (1714-1777) hérite de l'hôtel du Plessis. Il est le fils de Geneviève Menand (1683-1746), nièce de François Menand et fille de Jean Menand (1645-1707), maire de Redon et de Gabrielle Lesbaupin. Elle avait épousé en 1713 à Redon, Pierre Fourche de Quéhillac. Paul Armand Fourché de Quéhillac, conseiller au parlement de Bretagne, décède à Redon "dans son hôtel du port" le 25 décembre 1777.
À partir de 1862, l'industriel Garnier s'installe à Redon et développe une industrie mécanique de production de machines agricoles  Il acquiert le domaine sur lequel est installée l'usine. Après la fermeture définitive de l'usine, la ville de Redon acquiert le château du Mail et le restaure en 1988.
Le monument fait l’objet d’une inscription au titre des monuments historiques depuis le 20 août 1987.